# Gyökerek (diáklap)
Gyökerek – a Sepsiszentgyörgyi Matematika–Fizika Líceum (az egykori és mai Székely Mikó Kollégium) kétnyelvű (magyar–román) iskolai folyóirata. Első száma 1966-ban jelent meg kéziratos formában. Ezt követték a 2–24. gépiratos számok, majd a 25. számtól kezdve (1969) nyomtatásban jelent meg 1000 példányban. Diákszerkesztői gyakran változtak, tanár-irányítója Albert Ernő és Berde Zoltán. Diáklapjellegén túl sajátos arcélt biztosított számára a népköltészet, innen nőtt ki Albert Ernő és tanítványai Háromszéki népballadák c. Kriterion-kiadványa; rendszeresen közölt hely-, valamint iskolatörténeti írásokat.